# Sent Front (Òlt i Garona)
Sant Front de Lemança (en francès Saint-Front-sur-Lémance) és un municipi francès situat al departament d'Òlt i Garona i a la regió de la Nova Aquitània.

## Demografia
| 1962                                       | 1968 | 1975 | 1982 | 1990 | 1999 | 2007 |
| ------------------------------------------ | ---- | ---- | ---- | ---- | ---- | ---- |
| 693                                        | 749  | 700  | 637  | 631  | 576  | 570  |
| Des de 1962: població sense dobles comptes |      |      |      |      |      |      |

## Administració
| Període | Identitat  | Partit |
| ------- | ---------- | ------ |
| 2001-   | Paul Faval |        |